# 岡札洛·馬提亞斯·卡羅
貢薩洛·馬提亞斯·卡羅（1979年8月15日—）是一名阿根廷手球運動員，曾代表國家參加2012年倫敦奧運的男子手球比賽和2016年里約奧運的男子手球比賽，並未獲得獎牌。